# NGC 1764
NGC 1764 је расејано звездано јато у сазвежђу Златна риба које се налази на NGC листи објеката дубоког неба.
Деклинација објекта је - 67° 41' 38" а ректасцензија 4h 56m 27,8s. Привидна величина (магнитуда) објекта NGC 1764 износи 12,6 а фотографска магнитуда 12,9. NGC 1764 је још познат и под ознакама ESO 56-SC30.